# Jean Martell
Pour les articles homonymes, voir Martell (homonymie).
Jean Martell (1694-1753) était un entrepreneur issu d'une vieille famille installée à Jersey depuis le XIe siècle, qui a fondé en France, dans le département de la Charente une entreprise plus de trois fois centenaire, l'une des plus anciennes de France, la société des cognacs Martell.

## Biographie
Fils de Thomas Martell et de Marthe Héraud, Jean Martell naît en 1694 dans la paroisse Saint-Brélade, sur l'Île de Jersey, dans une famille de commerçants. Après avoir travaillé à Guernesey, il fonde sa maison de négoce en eaux-de-vie en 1715 à Cognac, où il s'associe avec un négociant de Bordeaux, Jean Hot. La société fait d'abord faillite puis se relance. À partir de 1721, Martell, exporte plus de 200 000 litres de cognac vers l'Angleterre, tandis que le duc d'Orléans est son client le plus prestigieux, bientôt relayé par les américains George Washington et Benjamin Franklin.
En 1726, il épouse Jeanne Brunet, fille d'un marchand de Cognac, puis en 1737, en secondes noces, Rachel Lallemand, issue d'une famille de négociants charentais. À cette période, il achète des terrains le long de la Charente où il développe sa société. La société Martell vend des vins et eaux-de-vie aux pays du nord de l'Europe (Angleterre, Pays-Bas, Allemagne) et aux colonies d'Amérique du Nord. En 1869, ses descendants, qui ont repris et agrandi l'entreprise Martell, s'installent des succursales dans les comptoirs anglais de Hong Kong et Canton.